# Joey Hauser
Joey Hauser, né le 17 juillet 1999 à Green Bay dans le Wisconsin, est un joueur américain de basket-ball évoluant au poste d'ailier fort.

## Biographie

### Carrière universitaire
Entre 2018 et 2019, il évolue pour les Golden Eagles de Marquette.
Entre 2020 et 2023, il joue pour les Spartans de Michigan State.

### Carrière professionnelle
En juillet 2023, bien que non drafté, il signe un contrat two-way en faveur du Jazz de l'Utah. Il est coupé en octobre 2023.

## Palmarès et distinctions individuelles
- Big East All-Freshman Team (2019)

## Statistiques

### Universitaires
| Saison    | Équipe         | Matchs   | Titul.   | Min./m   | % Tir    | % 3pts   | % LF     | Rbds/m.  | Pass/m.  | Int/m.   | Ctr/m.   | Pts/m.   |
| --------- | -------------- | -------- | -------- | -------- | -------- | -------- | -------- | -------- | -------- | -------- | -------- | -------- |
| 2018-2019 | Marquette      | 34       | 31       | 29.2     | .447     | .425     | .791     | 5.3      | 2.4      | .4       | .1       | 9.7      |
| 2019-2020 | Michigan State | Redshirt | Redshirt | Redshirt | Redshirt | Redshirt | Redshirt | Redshirt | Redshirt | Redshirt | Redshirt | Redshirt |
| 2020-2021 | Michigan State | 28       | 16       | 21.5     | .475     | .340     | .721     | 5.6      | 1.4      | .4       | .2       | 9.7      |
| 2021-2022 | Michigan State | 35       | 29       | 22.2     | .446     | .408     | .862     | 5.3      | 1.7      | .3       | .2       | 7.3      |
| 2022-2023 | Michigan State | 32       | 32       | 33.9     | .488     | .465     | .871     | 7.0      | 1.9      | .4       | .2       | 14.3     |
| Carrière  | Carrière       | 129      | 108      | 26.8     | .466     | .416     | .811     | 5.8      | 1.9      | .4       | .2       | 10.2     |

## Vie privée
Son grand frère, Sam Hauser, est également joueur en NBA.